# Abbaye de Villanueva de Oscos
L’abbaye de Villanueva de Oscos (en espagnol Monasterio de Santa María de Villanueva de Oscos) est une ancienne abbaye, bénédictine puis cistercienne, située à Villanueva de Oscos, dans la comarque d'Eo-Navia (Communauté autonome des Asturies, Espagne). José Luis Rodríguez Zapatero le décrit comme « uno de los monumentos histórico-artísticos más bellos de todo el norte peninsular » (l'un des plus beaux monuments historiques et artistiques de tout le nord de la péninsule).

## Histoire

### Fondation
L'abbaye de Villanueva est fondée en 1137 par des moines bénédictins, à l'initiative d'Alphonse VII, roi de León. Les pratiques des débuts sont plutôt érémitiques, mais rapidement, le monastère se structure et se donne une règle, en se plaçant dans la lignée bénédictine de l'abbaye de Carracedo. Cette dernière s'appelle alors Saint-Sauveur.

### Changement de règle
En 1203, les moines de Carracedo choisissent de rejoindre l'ordre cistercien dont la réforme, respectant plus strictement la règle bénédictine, est très populaire. La maison-mère étant devenue cistercienne (elle s'appelle désormais Santa María de Carracedo), les moines de Villanueva de Oscos suivent le mouvement, ce qui est approuvé par une bulle d'Innocent III.
Le monastère roman se développe rapidement, s'enrichit et reçoit de nombreux dons et privilèges. Parallèlement, avec le temps, la règle s'assouplit et certains manquements s'introduisent dans l'application de la règle monastique, ce qui cause des tensions avec l'abbaye mère de Carracedo. Ces manquements s'accroissent au cours du XVe siècle, jusqu'en 1511. À cette date, l'abbaye est dans un marasme spirituel ; son adhésion à la congrégation cistercienne de Castille lui permet de retrouver des principes plus proches des règles originelles. Le monastère s'appauvrit matériellement, mais retrouve un prestige spirituel depuis longtemps perdu. Aux XVIe et XVIIe siècles, le monastère est peu à peu reconstruit. Durant la guerre d'indépendance espagnole, alors qu'il est déjà en déclin, il sert d'hôpital.

### Après les moines
Le désamortissement de Mendizábal chasse les moines et ferme l'abbaye en 1835. Les bâtiments conventuels tombent lentement en ruines, alors que l'église abbatiale, transformée en église paroissiale, subsiste jusqu'à aujourd'hui.

## Protection
L'abbaye fait l’objet d’un classement en Espagne au titre de bien d'intérêt culturel depuis le 3 octobre 1991.